# Ayuntamiento de Coral Gables
El Ayuntamiento de Coral Gables es un sitio histórico ubicado en 405 Biltmore Wayen Coral Gables, Florida. El 24 de julio de 1974, se agregó al Registro Nacional de Lugares Históricos de Estados Unidos.
Fue construido en el estilo arquitectónico del Renacimiento Mediterráneo. Fue terminado en 1928. Phineas Paist y Harold Steward fueron los arquitectos; Denman Fink fue el asesor artístico. Tiene tres pisos de altura, está construido con piedra caliza local, tiene un exterior estucado, techo de tejas, una torre de reloj central de 3 etapas y una columnata corintia. Fue un elemento importante en el plan de George E. Merrick, fundador de Coral Gables, para crear una ciudad hispano-mediterránea.